# Mihrişah Sultan (figlia di Şehzade Yusuf Izzeddin)
Mihriban Mihrişah Sultan (turco ottomano: مھربان مھرشاہ سلطان, lett. "sole/luce gentile" e "sole/luce dello Şah"; Istanbul, 1º giugno 1916 – Istanbul, 25 gennaio 1987) è stata una principessa ottomana, figlia di Şehzade Yusuf Izzeddin e nipote del sultano Abdülaziz.

## Origini
Mihriban Mihrişah Sultan nacque il 1º giugno 1916 a Istanbul, a Palazzo Beşiktaş. Suo padre era Şehzade Yusuf Izzeddin, figlio maggiore del sultano ottomano Abdülaziz, e sua madre la sua sesta consorte, Leman Hanım.
Aveva un fratellastro maggiore, Şehzade Mehmed Bahaeddin, nato e morto nel 1893, una sorella maggiore, Hatice Şükriye Sultan, e un fratello maggiore, Şehzade Mehmed Nizameddin.
Suo padre si suicidò sette mesi prima della sua nascita.

## Esilio
Nel 1924, quando aveva otto anni, la dinastia ottomana fu esiliata. Inizialmente visse in Romania, con la madre e il fratello Nizameddin, ma quando lui cadde nell'alcolismo e si ammalò di tubercolosi venne mandata in Egitto, dove viveva sua sorella Şükriye con il marito. Visse a Il Cairo e ad Alessandria.

## Primo matrimonio
Nel 1934 le venne organizzato un fidanzamento con Şehzade Mehmed Abid, figlio del sultano Abdülhamid II. I due erano cugini di secondo grado, dal momento che il nonno di Mihrişah, il sultano Abdülaziz, e quello di Abid, il sultano Abdülmecid I, erano fratellastri.
Il matrimonio tuttavia non venne mai celebrato, dal momento che Mihrişah era invece innamorata, ricambiata, di Şehzade Ömer Faruk, figlio del califfo Abdülmecid II e anche lui nipote di Abdülaziz, e quindi cugino di primo grado di Mihrişah.
Ömer Faruk era sposato con Sabiha Sultan, una figlia di Mehmed V (un altro figlio di Abdülmecid I), ma il loro matrimonio era in crisi.
Nel 1944 la famiglia si riunì per decidere il 38° Capo della Casa Imperiale di Osman. Mihrişah sostenne Faruk, mentre Sabiha si schierò contro il marito a favore di Şehzade Ahmed Nihad, il candidato che poi vinse, sostenuta anche dalle loro figlie.  Faruk approfitto della cosa e, accusata Sabiha di avergli messo contro le loro figlie, divorziò da lei il 5 marzo 1948, dopo ventotto anni di matrimonio.
Quattro mesi dopo, il 31 luglio 1948, sposò Mihrişah con cerimonia religiosa. La sposa chiese e ottenne che nel contratto prematrimoniale fosse garantito il suo diritto a chiedere il divorzio. I due vissero in un piccolo appartamento in un condomino de Il Cairo, al n°8 dell'11° strada in Menashe Avenue.
Il matrimonio con Mihrişah danneggiò il rapporto fra Faruk e le sue figlie, in particolare quello con Neslişah Sultan, già compromesso dal fatto che Faruk, anni prima, l'avesse forzata a sposarsi. Neslişah accettava di vedere il padre ma rifiutava di avere rapporti con la matrigna. Alla fine, riconobbe che Mihrişah era una buona moglie e accettò di essere più amichevole con lei. Neslişah invitava suo padre a pranzo ogni lunedì, e lo invitò a portare Mihrişah con lui.
Tuttavia, il matrimonio fra Faruk e Mihrişah finì in pochi anni e lei chiese il divorzio nel 1959. Anni dopo, Faruk dichiarò di "aver divorziato dalla migliore delle donne per sposare la peggiore".

## Secondo matrimonio
Dopo il divorzio, Mihrişah sposò Şevket Arslanoğlu. Non si sa come il loro matrimonio sia finito, ma quando Mihrişah tornò a Istanbul, rientro reso possibile dalla revoca dell'esilio per le principesse nel 1952, era sola. Trascorse i suoi ultimi anni condividendo un ampio appartamento in piazza Taskim con sua cugina Gevheri Sultan, figlia del fratellastro di suo padre Şehzade Mehmed Seyfeddin.

## Morte
Mihrişah Sultan morì il 25 gennaio 1987, senza lasciare figli, e venne sepolta nel mausoleo Mahmud II.